# Serolina minuta
Serolina minuta är en kräftdjursart som först beskrevs av Frank Evers Beddard 1884.  Serolina minuta ingår i släktet Serolina och familjen Serolidae. Inga underarter finns listade i Catalogue of Life.